# Zentralbibliothek von Astan Quds Razavi

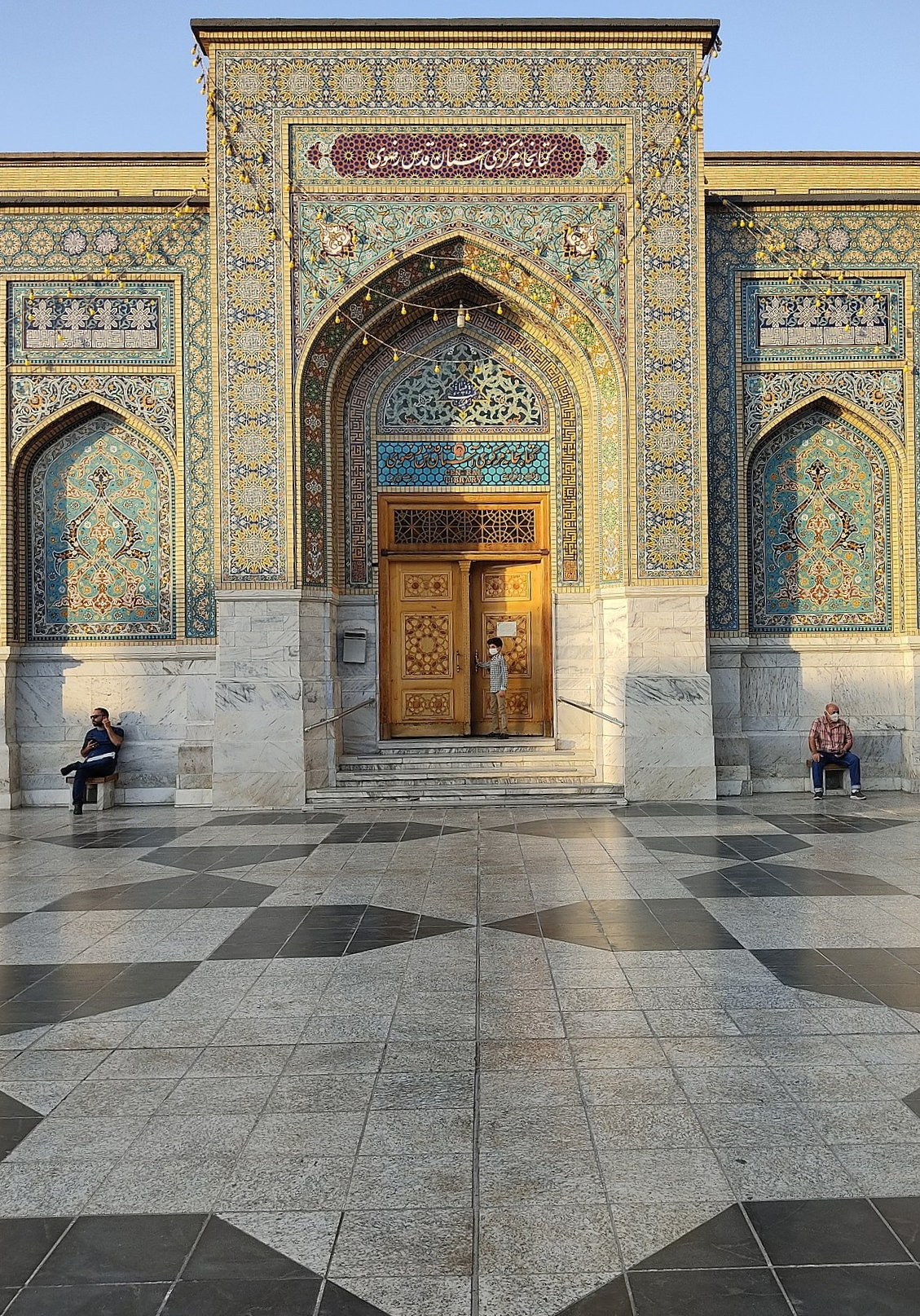

Die Zentralbibliothek von Astan Quds Razavi (persisch کتابخانه مرکزی آستان قدس رضوی) in Maschhad ist die größte und älteste der Öffentlichkeit zugängliche religiöse Präsenzbibliothek im Iran und eine der bedeutendsten der islamischen Welt. Sie wurde 1457 gegründet und unterhält in über 50 Zweigbibliotheken, verteilt im ganzen Land und in Indien, einen Bestand, der teilweise bis zu 1.000 Jahre alt ist, von über 1,1 Millionen Medien, u. a. Bücher, Manuskripte (ca. 30.000) und Artefakte. Größere jüngere Spenden gehen auf den religiösen und politischen Führer des Iran Ali Chamene’i zurück. Zugleich fungiert die Zentralbibliothek als internationales islamisches Forschungszentrum. Das derzeitige Gebäude in Maschhad, das in den Gebäudekomplex des Imam-Reza-Schreins und mehrerer zur Bibliothek gehöriger Museen integriert wurde, wurde im Jahr 1995 eröffnet und umfasst eine Fläche von ca. 28.800 m².